# Oligodon brevicauda
Espèce
Statut de conservation UICN

 VU B1ab(iii) : Vulnérable
Oligodon brevicauda est une espèce de serpent de la famille des Colubridae.

## Répartition
Cette espèce est endémique d'Inde. Elle se rencontre dans les Ghâts occidentaux.

## Description
Oligodon brevicauda mesure jusqu'à 50 cm dont 5,5 cm pour la queue. Son dos est brun et présente des lignes longitudinales claires bordées de brun foncé ou de noir ainsi qu'un large collier sombre. Sa face ventrale est brunâtre ou rougeâtre avec de grandes taches quadrangulaires noires.

## Étymologie
Le nom spécifique brevicauda vient du latin brevis, court, et de cauda, la queue, en référence à l'aspect de ce serpent.

## Publication originale
- Günther, 1862 : On new species of snakes in the collection of the British Museum. Annals and Magazine of Natural History, sér. 3, vol. 9, p. 52-67 (texte intégral).